# Mesene lyicoris
Mesene lyicoris är en fjärilsart som beskrevs av Doubleday 1847. Mesene lyicoris ingår i släktet Mesene och familjen Riodinidae. Inga underarter finns listade i Catalogue of Life.